# Mszyca ogórkowa
Mszyca ogórkowa (Aphis gossypii) – kosmopolityczny gatunek owada z rzędu pluskwiaków, polifag z nadrodziny mszyc. Jest to gatunek dwudomny, występujący powszechnie w całej Polsce. Żeruje na ponad 700 gatunkach roślin. Pierwsza introdukcja mszycy ogórkowej do Polski miała miejsce przed 1933 rokiem, gatunek ten przybył do nas prawdopodobnie z Azji Południowej. 

## Budowa
Długość ciała postaci uskrzydlonej dochodzi do 1,9 mm, natomiast postaci bezskrzydłej osiąga od 1 do 1,5 mm. Postać uskrzydlona posiada tułów koloru czarnego oraz zielony odwłok z ciemnymi plamkami po bokach, natomiast postać bezskrzydła ma barwę zmienną, od jasnożółtej do ciemnozielonej z ciemnymi syfonami. Nogi owada są jasne z ciemnymi wierzchołkami goleni i stopami.
Jaja mszycy ogórkowej po złożeniu są żółte. Przed wylęgiem larw ich kolor zmienia się na czarny i błyszczący. Larwy występują w różnych kolorach, od szarego do zielonego.

## Środowisko i występowanie
Mszyca ogórkowa występuje na całym świecie. Jej osobniki spotykane są w Europie, Azji, Ameryce Północnej i Południowej, Afryce i Australii. Wyjątkiem są obszary najbardziej wysunięte na północ. Dane dotyczące występowania mszycy ogórkowej w Polsce pochodzą z 1933 roku. Jej obecność odnotowano w Ciechocinku i Poznaniu. 

## Galeria

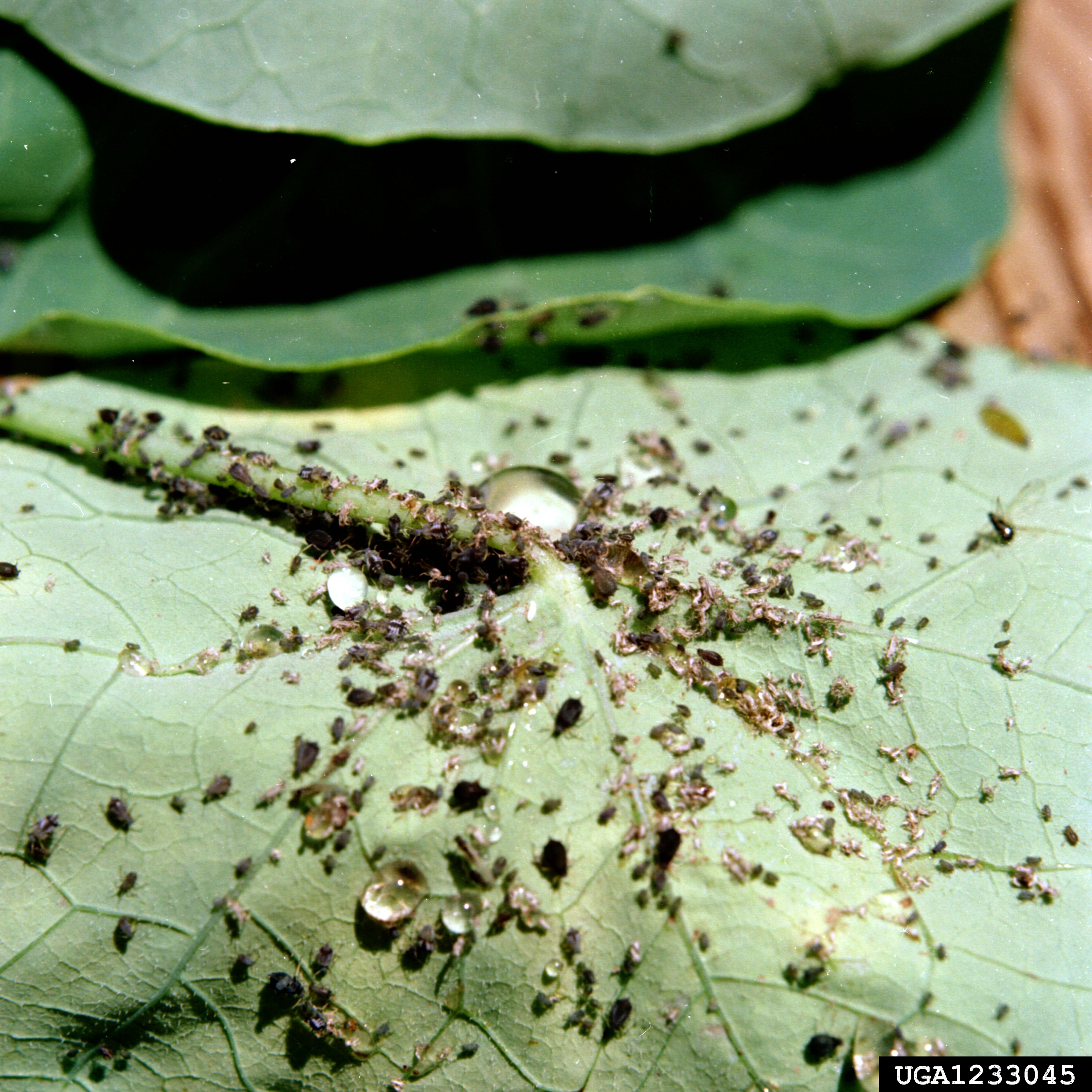
Mszyca ogórkowa
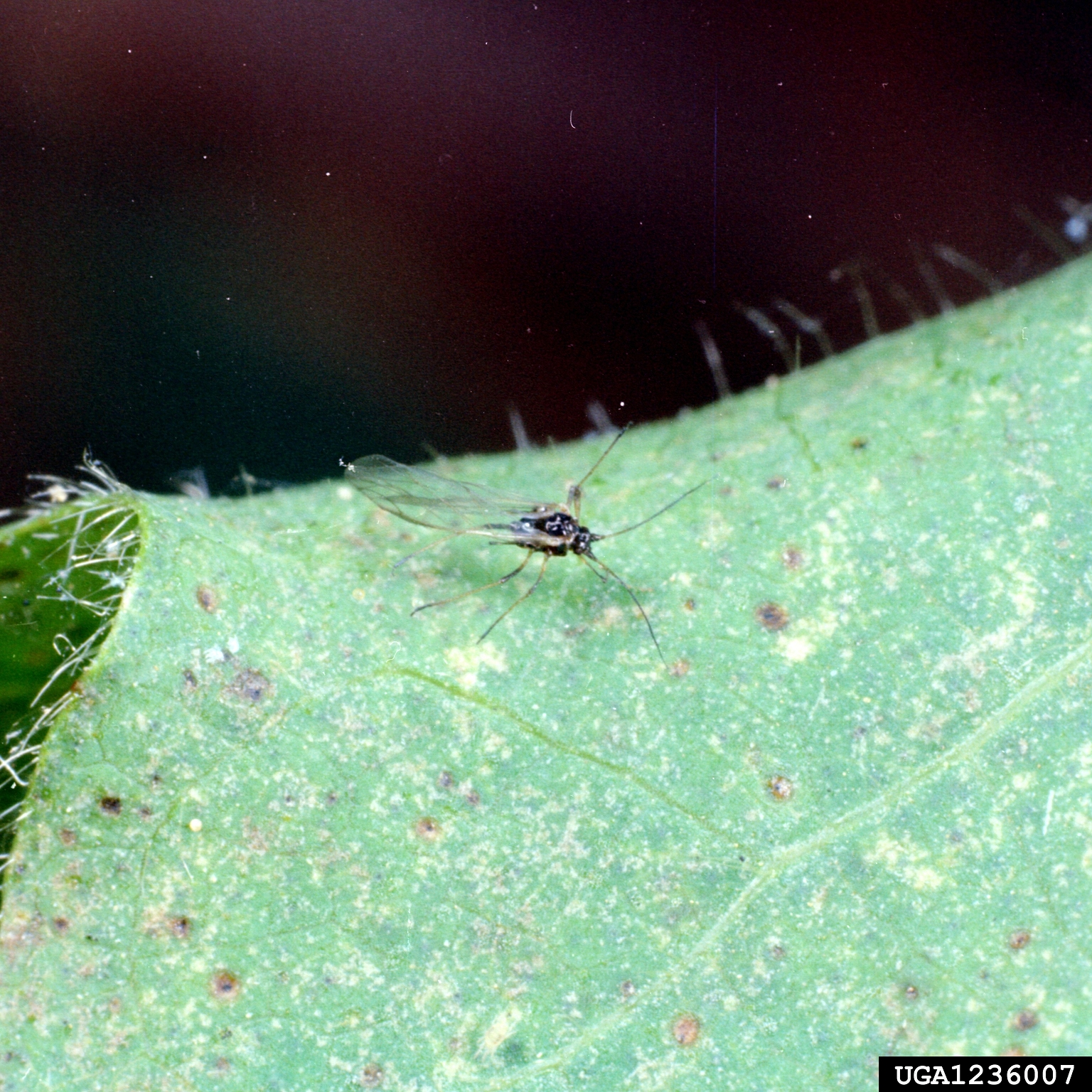
Mszyca ogórkowa w formie uskrzydlonej
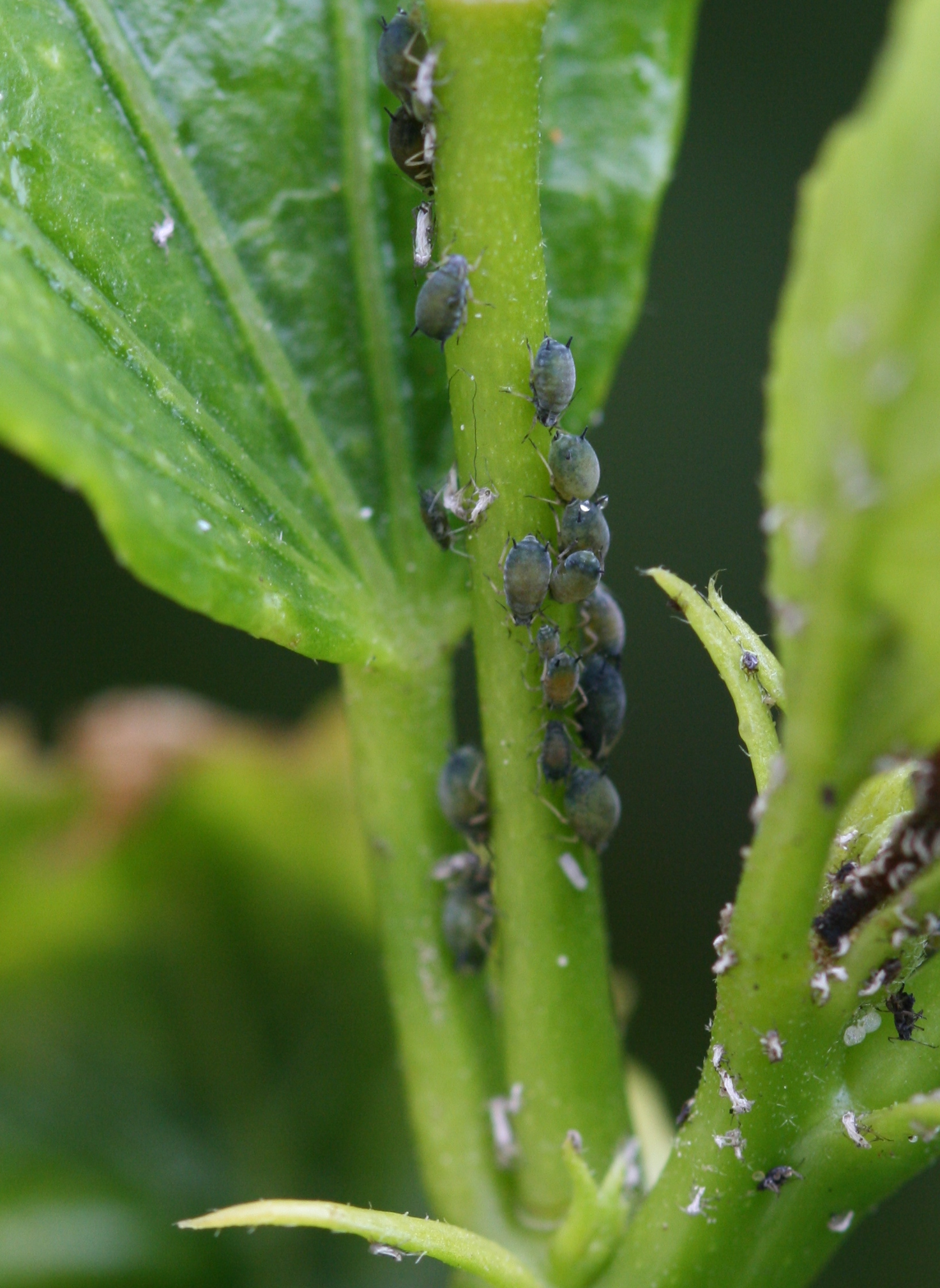
Mszyca ogórkowa